# José Neto Mok

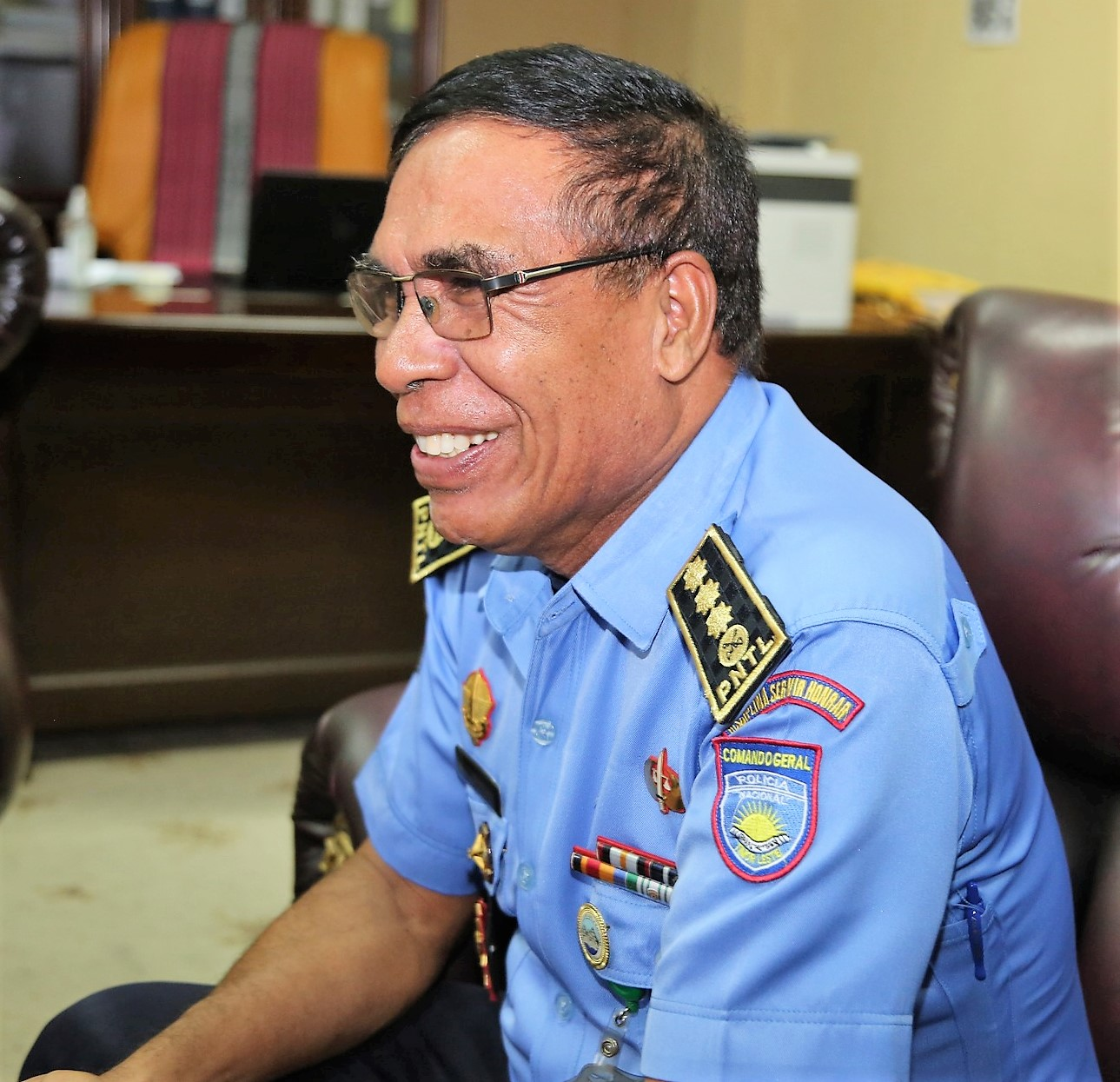
José Neto Mok (2023)

José Maria Neto Mok ist ein Beamter der Nationalpolizei Osttimors (PNTL), im Range eines Superintendente Chefe.
2011 war Mok Chef der Rechtsabteilung der Polizei. Bis 2015 war er Distriktkommandant der Polizei in Baucau, bevor er im Februar zum Direktor des Serviço de Informações de Polícia (SIP) ernannt wurde. 2020 löste ihn hier Hermenegildo da Cruz ab und Mok wurde Kommandant des Serviço de Investigação Criminal Nacional SICN (Kriminalpolizei).
Mok ist unter anderem Träger der Medalha Halibur.